# بنجامين كونينغهام
بنجامين كونينغهام (بالإنجليزية: Benjamin Cunningham)‏ هو محامي أمريكي، ولد في 1874 في روتشستر في الولايات المتحدة، وتوفي في 2 يناير 1946.